# صبغة نهرية
الصًبغة النهرية (باللاتينية: Phytolacca rivinoides) نوع نباتي يتبع جنس الصًبغة من الفصيلة الصبغية (باللاتينية: Phytolaccaceae). النبات عالي السمية.

## البيئة والانتشار
ينتشر في أمريكا الوسطى وشمال أمريكا الجنوبية.